# Ålderfljot
Ålderfljot är ett naturreservat i Mora kommun i Dalarnas län.
Området är naturskyddat sedan 2007 och är 270 hektar stort. Reservatet består av tallnaturskogar och myrmarker med små öppna vattenspeglar i våtmarkerna.